# Skerries Islands SPA
Skerries Islands SPA este o arie protejată (arie de protecție specială avifaunistică — SPA) din Irlanda întinsă pe o suprafață de 217,12 ha, integral pe uscat.

## Localizare
Centrul sitului Skerries Islands SPA este situat la coordonatele 53°34′37″N 6°04′58″W / 53.577°N 6.0829°V.

## Înființare
Situl Skerries Islands SPA a fost declarat arie de protecție specială avifaunistică în noiembrie 2009 pentru a proteja 15 specii de animale.

## Biodiversitate
Situată în ecoregiunea atlantică, aria protejată nu include niciun habitat protejat.
La baza desemnării sitului se află mai multe specii protejate de  păsări (15): rață fluierătoare (Anas penelope), rață mare (Anas platyrhynchos), pietruș (Arenaria interpres), ciuf de câmp (Asio flammeus), Branta bernicla, Calidris maritima, prundaș gulerat mare (Charadrius hiaticula), Fulmarus glacialis, becațină comună (Gallinago gallinago), scoicar (Haematopus ostralegus), culic mare (Numenius arquata), cormoran mare (Phalacrocorax carbo), ploier auriu (Pluvialis apricaria), ploier argintiu (Pluvialis squatarola), nagâț (Vanellus vanellus).
Pe lângă speciile protejate, pe teritoriul sitului au mai fost identificate 3 specii de păsări.